# Helen Skelton
Pour les articles homonymes, voir Skelton.
Helen Skelton (19 juillet 1983) est une animatrice de télévision  britannique. Elle travaille depuis 2008 pour le compte de la BBC à l'émission pour enfants Blue Peter. En 2010, elle a fait un périple de plus de 2 000 miles en kayak sur l'Amazone pour Sport Relief, activité caritative britannique.
En avril 2020, elle participe à la deuxième saison de l'émission de survie militaire Celebrity SAS: Who Dares Wins.